# Rahan Wędrowiec
Rahan - Wędrowiec / Rahan, syn grzmiącej góry (fr. Rahan / Rahan, le fils des âges farouches) – francuski serial animowany oparty na podstawie komiksu. W latach 2008–2009 powstał remake serialu Rahan: Syn czasów mroku.

## Fabuła
Akcja serialu rozgrywa się w czasach prehistorycznych. Rahan jest sierotą, jako dziecko został przygarnięty przez plemię starego mędrca Craô. Owo plemię zamieszkuje zbocza wulkanu Mont Bleu. Któregoś dnia, kiedy Rahan jest na polowaniu wulkan wybucha powodując, iż całe jego plemię umiera. Rahanowi jako jedynemu z wioski udaje się przeżyć. Przed śmiercią Craô oddaje w ręce Rahana swój naszyjnik, a Rahan składa mu przysięgę, że w życiu będzie kierował się odwagą, wiernością, dobrocią, wytrwałością i mądrością. Rahan zostawszy sam wyrusza w daleką wędrówkę w poszukiwaniu innych istot, które tak jak on chodzą w pozycji wyprostowanej. Aby znaleźć właściwą drogę obraca nożem na ziemi i podąża w kierunku jego ostrza. W trakcie poszukiwań przeżywa wiele niesamowitych przygód.

## Obsada (głosy)
- Edgar Givry jako Rahan
- Fabrice Josso jako Rahan dziecko
- Jean Barney jako Craô
- Jean Negroni jako narrator

## Wersja polska
W Polsce serial był emitowany w pasmie wspólnym TV regionalnych w latach 90. z polskim lektorem i francuskim dubbingiem. Pierwszy odcinek serialu został wyemitowany 28 stycznia 1997.

## Lista odcinków
| Numer odcinka | Tytuł francuski             | Tytuł polski                 |
| ------------- | --------------------------- | ---------------------------- |
| 01.           | L'Enfance de Rahan          |                              |
| 02.           | Les Liens de vérité         |                              |
| 03.           | Le Captif du grand fleuve   | Zdobycz wielkiej rzeki       |
| 04.           | Le Retour des Goraks        | Powrót Goraków               |
| 05.           | Le Sorcier de la lune ronde | Czarownik Okrągłego Księżyca |
| 06.           | Le Chef des chefs           | Wielki wódz                  |
| 07.           | Le Démon des marais         | Demon z bagien               |
| 08.           | La Pierre aux étoiles       | Gwiezdny kamień              |
| 09.           | Le Clan du lac maudit       | Przeklęte jezioro            |
| 10.           | Le Dernier Homme            | Ostatni dorosły              |
| 11.           | La Flèche blanche           | Biała strzała                |
| 12.           | La Lance magique            |                              |
| 13.           | Le Petit Homme              |                              |
| 14.           | L'Arme terrifiante          | Straszna broń                |
| 15.           | La Mère des mères           | Wielka matka                 |
| 16.           | Le Territoire des ombres    | Kraina cieni                 |
| 17.           | La Falaise d'argile         | Gliniane urwisko             |
| 18.           | Le Lagon de l'effroi        | Jezioro strachu              |
| 19.           | Pour sauver Alona           | Uratować Alonę               |
| 20.           | Les Enfants du fleuve       | Dzieci rzeki                 |
| 21.           | Les Entrailles de Gorak     | Morski tygrys                |
| 22.           | Le Pays à peau blanche      | Biała kraina                 |
| 23.           | Le Clan des hommes doux     | Plemię łagodnych             |
| 24.           | Les Esprits de la nuit      | Duchy nocy                   |
| 25.           | Le Grand Amour de Rahan     | Wielka miłość Rahana         |
| 26.           | La Mort de Rahan            | Śmierć Rahana                |